# Commune rurale de Karjaa
La commune rurale de Karjaa (finnois : Karjaan maalaiskunta, abrév. Karjaan mlk, suédois : Karis landskommun) est une ancienne municipalité de l'Uusimaa en Finlande.

## Histoire
Le 1er janvier 1969, la commune rurale de Karjaa fusionné avec la ville de Karjaa. 
Au 1er janvier 1968, la superficie de la commune rurale de Tammisaari était de 163,9 km2 et au 31 décembre 1968 elle comptait 2 509 habitants.
En 2009, la ville nouvelle de Raseborg sera créée par la fusion de Karjaa, Ekenäs et Pohja.